# Akupunktura
Akupunktura ali zhen jiu (kitajsko: 针灸; pinjin: Zhēnjiǔ) je zdravilska metoda, ki temelji na zabadanju iglic v akupunkturne točke. Temelji na teoriji akupunkturnih meridianov, ki potekajo vzdolž telesa in po katerih naj bi se pretakala življenjska energija či.
Ime izhaja iz latinskih besed aku (igla) in »pungere« (zabosti). Sama metoda je pomemben del stare in sodobne kitajske medicine in velja za enega najstarejših postopkov zdravljenja nasploh. V 20. stoletju sodi med alternativne metode zdravljenja, kar pomeni, da za njeno učinkovitost ni objektivnih dokazov in da njena teoretska podlaga nima osnove v sodobnem znanju o naravoslovju.

## Zgodovina
Začetki akupunkture segajo približno 2000 let v preteklost. Obstajajo tudi trditve o še starejšem izvoru, vendar 5000 let starih praks prebadanja kože, ki so jih izvajali v različnih neolitskih kulturah po vsem svetu, ni mogoče realno pripisati akupunkturi. V sredini drugega tisočletja je praksa zamrla in v 18. stoletju so pisci z obžalovanjem ugotavljali, da je sistem zabadanja igel v akupunkturne točke za manipulacijo čija, ki ga še prakticirajo nekateri, povsem drugačen od starodavnega. V prizadevanjih za posodobitev medicine v prvi polovici 19. stoletja je vladajoča dinastija Čing večkrat poskušala prepovedati akupunkturo.
Preporod je prišel sredi 20. stoletja med kitajskim velikim skokom naprej in kulturno revolucijo, ko je kitajski voditelj Mao Cetung aktivno promoviral tradicionalno kitajsko medicino kot alternativo »imperialistični« zahodni medicini, ki jo je javno preziral.
V Evropo je akupunktura prvič prišla konec 16. stoletja, vendar pa je bila zasmehovana in ni bila priznana kot znanstveno podprta metoda zdravljenja. Kljub temu je doživela več kratkotrajnih obdobij popularnosti, vključno s trenutnim, ki ga je sprožilo povečano zanimanje nad kitajsko kulturo po vnovičnem kitajskem odprtju Zahodu ob Nixonovem obisku leta 1972.

## Temelji
Tako kot celotna kitajska medicina temelji tudi akupunktura na filozofsko-religioznem nazoru Kitajcev, taoizmu. Bolezen je po tem nazoru le disharmonija razmerja moči jina in janga. Cilj zdravljenja je tako ponovna vzpostavitev harmonije v telesu.
Jang je moško počelo, ki pomeni spremenljivost, aktivnost veliko energijo, sušo, svetlost in širitev. Jin pomeni ženskost, vzdrževanje, pasivnost, mraz, vlago, temo in krčenje. Obe počeli kljub nasprotju, ali prav zaradi njega tvorita harmonično celoto, kar je v sodobni medicini možno primerjati z vegetativnim živčnim sistemom. Tako sta glavna živca, simpatikus in parasimpatikus s svojima vlogama v telesu lahko primerljiva z jinom in jangom. Človeško telo ima nalogo optimalno koordinirati pomembne funkcije telesa, kot so presnova, dihanje in srčni utrip, na katere ne moremo vplivati z voljo.
Tako akupunktura kot tradicionalna kitajska medicina nasploh izhajata iz obstoja tako imenovanih meridianov, ki so medsebojno povezane energetske poti, po katerih se pretakata energiji jin in jang.

### Meridiani
V človeškem telesu obstaja dvanajst glavnih parnih meridianov, ki so simetrično porazdeljeni po levi in desni strani telesa in so poimenovani po glavnih organih, s katerimi so tesno povezani. Poleg teh meridianov pa obstajata še dva posebna neparna meridiana: t. i. centralni meridian na sprednji strani telesa in t. i. nadzorni meridian na zadnji strani telesa. Po meridianih se pretaka bodisi jin energija bodisi energija jang. Energijo jin imajo meridiani pljuč, srca in ledvic, energijo jang pa meridiani debelega črevesa, želodca in trojnega grelca.
Vsak meridian vsebuje določeno število akupunkturnih točk, skupaj pa v telesu obstaja 642 takih točk s premeri od 2–5 mm. Poimenovane so po ustreznem meridianu in dodeljeni številki. Tako, na primer, je točka B2 druga točka v meridianu mehurja. Poleg tega obstajajo še glavne točke, ki naj bi izravnavale pomanjkanje energije in glavne točke, ki naj bi uravnavale presežek energije. To so t. i. poživljajoče in pomirjajoče točke in še cela vrsta posebnih točk.

## Igle
V akupunkturi se uporablja veliko različnih tipov igel. Te se med seboj ločijo po dolžini, debelini, predvsem pa po kovinah, iz katerih so izdelane. Tako se, na primer, zlate igle uporabljajo na poživljajoče točke, srebrne pa na pomirjajoče točke. Danes se sicer uporabljajo predvsem igle, izdelane iz kirurškega jekla.

### Način zabadanja in učinek igel
Igle se v kožo zabadajo hitro in z rahlim zasukom. V kožo se zabadajo od 2 – 8 mm globoko, v koži pa se pustijo od 10 do 20 minut. Učinek delovanja igel lahko okrepimo z dodatnim vrtenjem, hlajenjem ali segravanjem, včasih pa tudi s šibkim električnim tokom. Rdečica ali koprivka na koži veljata za pozitivni reakciji in ne stranski učinek zabadanja.
V Evropi se akupunktura uporablja predvsem za lajšanje kroničnih bolečin, vendar sistematični pregledi raziskav razkrivajo, da ni zanesljivih dokazov o kakršnemkoli učinku, razen mogoče za blaženje postoperativne slabosti in idiopatskih glavobolov.